# ساكا (أفاتار)
ساكا أو سوكا (بالإنجليزية: Sokka) هو شخصية خيالية في مسلسل الرسوم المتحركة أفاتار: أسطورة أنج والمسلسل الذي تلاه أسطورة كورا. ابتكر الشخصية مايكل دانتي ديمارتينو وبراين كونيزكو، وقام بالأداء الصوتي لها جاك ديسينا في المسلسل الأصلي وكريس هاردويك في المسلسل التالي. وقام بتمثيل دور الشخصية في فيلم الحركة الحي ذا لاست إيربندر جاكسون راثبون.
في المسلسل الأصلي، ساكا محارب ذو خمسة عشر عامًا من قبيلة الماء الجنوبية - أمة يستطيع أبنائها التلاعب أو «تسخير» الماء وتقع في القطب الجنوبي. هو وأخته كتارا يكتشفان مسخر هواء يدعى آنغ - الأفاتار المفقود منذ زمن طويل - ويرافقانه لهزيمة عشيرة النار الاستعمارية وإحلال السلام بين الأمم المتحاربة. على عكس رفاقه، فساكا لا يمتلك أي قدرات تسخير، ولكنه مع مرور الوقت يتقن فن المبارزة بالسيف.

## وصلات خارجية
- ساكا في قاعدة بيانات الأفلام على الإنترنت
- ساكا في موقع نيك.